# دانیله زوراتو
دانیله زوراتو (به ایتالیایی: Daniele Zoratto) بازیکن فوتبال و اهل ایتالیا است که از سال ۱۹۹۳ میلادی عضو تیم ملی فوتبال ایتالیا بوده و در ۱ بازی ملی حضور داشته‌است. او در بازی‌های ملی‌اش گلی به ثمر نرساند.
دانیله زوراتو آخرین بازی ملی خود را در سال ۱۹۹۳ میلادی انجام داد.